# رسالة بروتوكول نقل النص الفائق 451

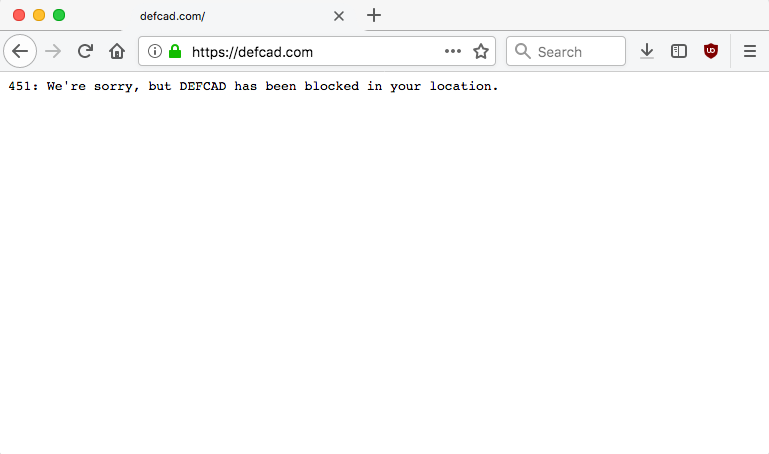
موقع يظهر رسالة الخطأ 451.

في شبكات الحاسوب، الحالة 451 (HTTP 451 أو غير متاح لأسباب قانونية - Unavailable For Legal Reasons) هي رسالة خطأ لبروتوكول HTTP تظهر عندما يحاول المستخدم الوصول لمصدر لا يمكن عرضه لأسباب قانونية، كصفحات الويب التي تخضع للحجب من قبل الحكومة. الرقم 451 هو إشارة لرواية راي برادبري البائسة عام 1953 فهرنهايت 451، والتي تم حظر الكتب فيها. يوفر رمز الخطأ 451 معلومات أكثر من 403، والذي غالبا يستخدم لنفس الغرض. هذه الرسالة معرفة بـ RFC 7725.
تتضمن أمثلة المواقف التي تؤدي لظهور رسالة خطأ 451 صفحات الويب التي تشكل خطرا على الأمن القومي، أو صفحات الويب التي فيها انتهاكات لحقوق النشر، الخصوصية، أو ازدراء الأديان، أو أي قانون آخر.
حددت RFC بأن رسالة خطأ 451 لا تشير إلى أن المورد موجود ولكن والوصول إليه ممنوع، أو إذا كان المورد محذوف لأسباب قانونية، أو حتى لو أنه لم يكن موجودا في الأصل، ولكن النقاش حيال موضوعه ممنوع قانونيا. بعض المواقع في السابق أظهرت رسالة خطأ HTTP 404 (مفقود) أو ما يشابه ذلك في حال لم يسمح لهم بتصريح ذلك. يتم استخدام ذلك في المملكة المتحدة من قبل بعض مزودي خدمة الإنترنت ويقومون بعرض رسالة خطأ 404 بدلا من تصريح بأن الموقع قد تم حظره.
تم اقتراح رمز الحالة رسميًا في عام 2013 من قبل تيم براي، بعد الاقتراحات غير الرسمية السابقة من قبل كريس آبلغيت في عام 2008 وتيرينس إيدن في عام 2012. تمت الموافقة عليه من قبل IETF في 18 ديسمبر 2015. تم نشره باسم RFC 7725 في فبراير 2016.
بعد إدخال اللائحة العامة لحماية البيانات في المنطقة الاقتصادية الأوروبية، أصبح من الممارسات الشائعة لمواقع الويب الموجودة خارج المنطقة الاقتصادية الأوروبية تقديم أخطاء HTTP 451 لزوار المنطقة الاقتصادية الأوروبية بدلاً من محاولة الامتثال لقانون الخصوصية الجديد هذا. على سبيل المثال، لم تعد العديد من المواقع الإخبارية الإقليمية بالولايات المتحدة تخدم متصفحات الويب من الاتحاد الأوروبي.

## الاستخدام

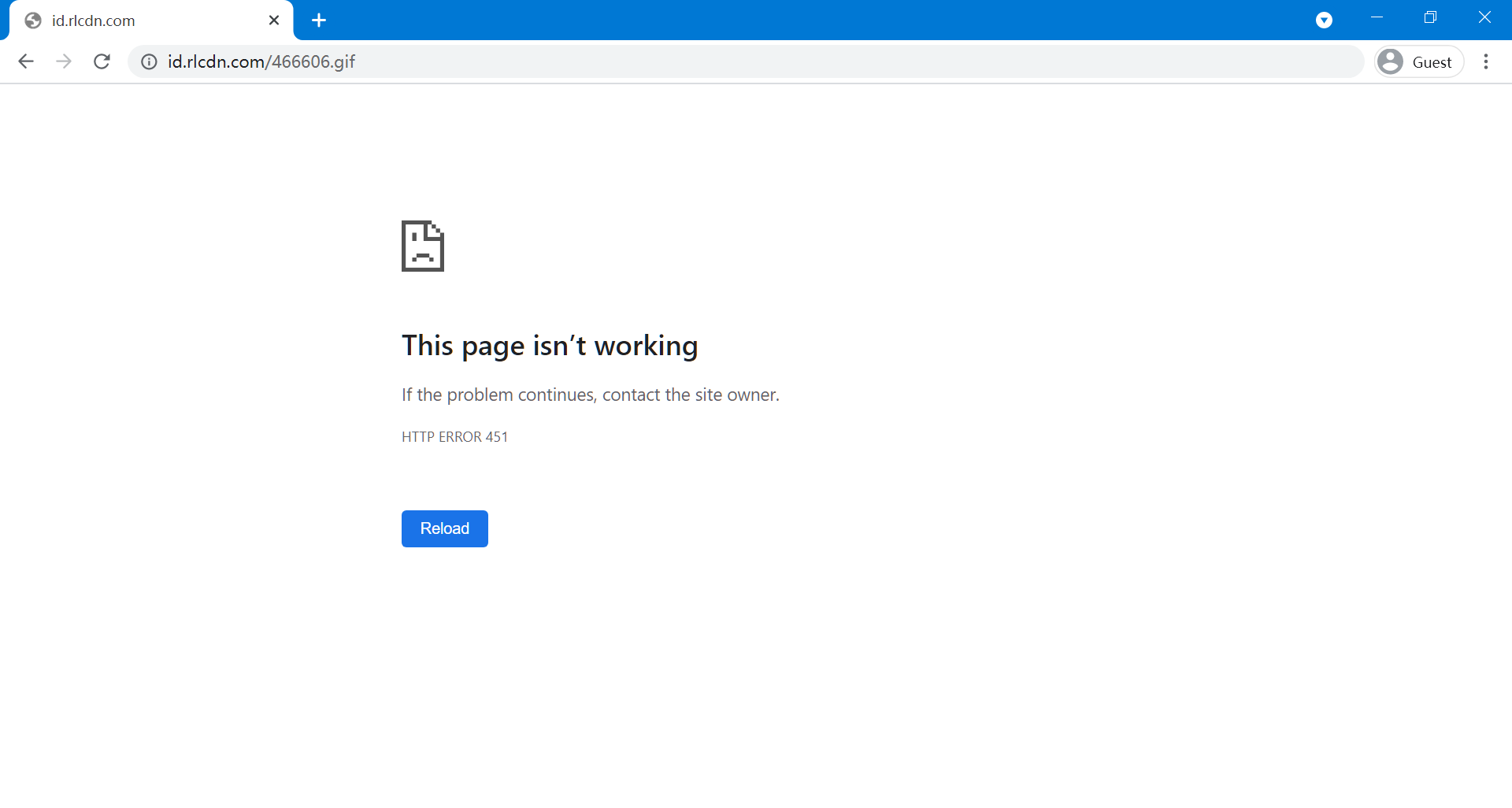

عندما يعترض أحد الكيانات الطلب ويعيد الحالة 451، يجب أن يتضمن حقل رأس HTTP رسالة تشير إلى تحديد القائم على الطلب. يهدف هذا إلى تحديد الكيان الذي يقوم بتنفيذ الحظر (مزود خدمة الإنترنت، مزود DNS، نظام التخزين المؤقت، وما إلى ذلك)، وليس السلطة القانونية التي تفوض الحظر. في هاكاثون IETF، اكتشفوا أن العديد من التطبيقات أساءت فهم هذا العنوان ومنحت السلطة القانونية بدلاً من ذلك.

### استخدامات إضافية
لرسالة الخطأ 451 العديد من الاستخدامات التي تتجاوز حجب الحكومة ومنها:
1. عندما يتعذر عرض المحتوى في بلد المستخدم، بسبب قيود تعاقدية أو ترخيص مع مالك المحتوى، على سبيل المثال، قد لا يتوفر برنامج تلفزيوني للمستخدمين في بعض البلدان.
2. عندما يرفض ناشر تقديم محتوى إلى مستخدم، لأن بلد المستخدم يضيف متطلبات تنظيمية يرفض الناشر الامتثال لها، على سبيل المثال، قد ترفض مواقع الويب الموجودة خارج الاتحاد الأوروبي خدمة المستخدمين في الاتحاد الأوروبي لأنهم لا يريدون الامتثال لـ اللائحة العامة لحماية البيانات.

## روابط خارجية
- RFC 7725 - رمز حالة HTTP للإبلاغ عن العقبات القانونية